# Fairview Park (Ohio)
Fairview Park es una ciudad ubicada en el condado de Cuyahoga en el estado estadounidense de Ohio. En el Censo de 2010 tenía una población de 16826 habitantes y una densidad poblacional de 1.388,75 personas por km².

## Geografía
Fairview Park se encuentra ubicada en las coordenadas 41°26′31″N 81°51′11″O / 41.44194, -81.85306. Según la Oficina del Censo de los Estados Unidos, Fairview Park tiene una superficie total de 12.12 km², de la cual 12.12 km² corresponden a tierra firme y (0%) 0 km² es agua.

## Demografía
Según el censo de 2010, había 16826 personas residiendo en Fairview Park. La densidad de población era de 1.388,75 hab./km². De los 16826 habitantes, Fairview Park estaba compuesto por el 94.43% blancos, el 1.8% eran afroamericanos, el 0.11% eran amerindios, el 1.62% eran asiáticos, el 0.01% eran isleños del Pacífico, el 0.8% eran de otras razas y el 1.23% pertenecían a dos o más razas. Del total de la población el 3.31% eran hispanos o latinos de cualquier raza.

## Personas notables
- Alexandra Grant (n. 1973), artista;